# Райятвари
Райатвари[уточнить] — земельно-налоговая система в Индии. Введена в 19 в. англ. колон. администрацией на части индивидуальной территории. При райатвари верховным собственником земли стало государство, а владельческие права на неё закреплялись за крестьянами и мелкими феодалами в бессрочную аренду. В республике Индия, после отмены заминдари*, райатвари распространена на всю страну.
- Заминдари — земельно-налоговая система, введенная англ. колон. властями в Северной, Восточной и Центральной Индии на рубеже 18-19 вв. Утверждала в правах наследственных земельных владельцев феодалов — заминдаров и устанавливала зем. налог с них (постоянный или временный) в пользу верховного собственника земли — колон. властей. В современной Индии и республике Бангладеш (терр. б. Вост. Пакистана) Заминдари отменена в 50-х гг XX века.